# Crișul Alb
El Crișul Alb - (hongarès) Fehér-Körös - és un riu de l'oest de Romania (Transsilvània) i el sud-est d'Hongria (comtat de Békés). Neix al sud de les muntanyes Apuseni, a Romania. Flueix a través de les ciutats de Brad, Ineu, Chișineu-Criș a Romania i Gyula a Hongria. S'uneix al riu Crișul Negru pocs kilòmetres després de Gyula, donant lloc al riu Criș.

## Afluents
Els rius següents són afluents del riu Crișul Alb:
- Esquerra: Valea Laptelui, Plai, Valea Satului, Bucureșci, Luncoiu, Țebea, Birtin, Vața, Prăvăleni, Valea Mare, Valea Rea, Sighișoara, Mustești, Bodești, Almaș, Chisindia, Cleceova, Hodiș, Potoc, Trei Holâmburi, Gut, Cigher, Valea Nouă Chișer.

- Dreta: Artan, Brad, Junc, Ribița, Baldovin, Obârșa, Ociu, Bănești, Leasa, Valea de la Lazuri, Tăcășele, Gruieț, Zimbru, Feniș, Crocna, Dumbrăvița, Craicova, Topasca, Sebiș.